# Mas de Ribafeta
Mas de Ribafeta is een dorp in de Andorrese parochie La Massana. Het plaatsje, dat niet het statuut van quart heeft, is gelegen aan de Riu d'Arinsal tussen Arinsal in het noorden en Puiol del Piu in het zuiden. Het Catalaanse woord mas betekent boerderij (met name een traditionele in de Països Catalans), cf. het Franse mas.
Het GR11-wandelpad komende van Arans bij Ordino loopt door Mas de Ribafeta via de secundaire weg CS-412, om vervolgens via Arinsal verder te gaan richting het massief van de Pic de Comapedrosa, 's lands hoogste punt. Een drietal bruggen, waaronder de Pont de Pesada, is in Mas de Ribafeta over de Riu d'Arinsal gebouwd. 

## Geografie
Naast de Riu d'Arinsal stroomt ook de lokale Allau del Mas door het dorpscentrum. Ten noordoosten van Mas de Ribafeta bevindt zich de bron Font de Cantallops.

Quarts: Anyós · Arinsal · Erts · L'Aldosa de la Massana · La Massana · Pal · Sispony

Andere kernen: El Pui · Escàs · Mas de Ribafeta · Puiol del Piu · Xixerella